# Firenze Tennis Cup
Il Firenze Tennis cup è un torneo professionistico di tennis facente parte dell'ATP Challenger Tour che si gioca annualmente dal 2018 al Circolo del Tennis Firenze, su campi in terra rossa.

## Albo d'oro

### Singolare
| Anno | Campione          | Finalista         | Punteggio |
| ---- | ----------------- | ----------------- | --------- |
| 2019 | Marco Trungelliti | Pedro Sousa       | 6–2, 6–3  |
| 2018 | Pablo Andújar     | Marco Trungelliti | 7–5, 6–3  |

### Doppio
| Anno | Campione                      | Finalista                                 | Punteggio            |
| ---- | ----------------------------- | ----------------------------------------- | -------------------- |
| 2019 | Luca Margaroli Adil Shamasdin | Marcel Granollers Gerard Granollers Pujol | 7–5, 6(6)–7, [14–12] |
| 2018 | Rameez Junaid David Pel       | Filippo Baldi Salvatore Caruso            | 7–5, 3–6, [10–7]     |